# مرز نظامی
مرز نظامی (به آلمانی: Militärgrenze)، (به لاتین: Vojna krajina/Vojna granica); مجاری: Katonai határőrvidék ; رومانیایی: Graniță militară) سرزمین مرزی سلطنت هابسبورگ و بعداً امپراتوری اتریش و اتریش مجارستان بود. این سازمان به عنوان حصار بهداشتی در برابر تهاجمات امپراتوری عثمانی عمل کرد.
استقرار سیستم دفاعی جدید در مجارستان و کرواسی در قرن شانزدهم و پس از انتخاب فردیناند اول به عنوان پادشاه صورت گرفت. شش منطقه تحت مدیریت نظامی ویژه در مجارستان و کرواسی ایجاد شد. مرزهای نظامی کرواسی و مرزهای نظامی اسلاونی تحت صلاحیت سابور و ممنوعیت کرواسی قرار گرفتند. در سال ۱۶۲۷ آنها تحت کنترل مستقیم ارتش هابسبورگ قرار گرفتند. برای بیش از دو قرن، آنها تا زمان لغو مرز نظامی در سال ۱۸۸۱، قدرت نظامی و غیرنظامی کامل را بر منطقه حفظ کردند
در طول قرن هفدهم، قلمرو به سمت شرق گسترش یافت و بخش‌های جدیدی ایجاد شد. در آن زمان، از کرواسی در غرب تا شرق ترانسیلوانیا در شرق امتداد داشت و بخش‌هایی از کرواسی، بوسنی و هرزگوین، صربستان، رومانی و مجارستان کنونی را شامل می‌شد. در این دوره، سیستم دفاعی نیز تغییر کرد، از یک مدل پادگان متعارف به یکی از جوامع «سرباز - شهرک نشین».
ساکنان این منطقه به Grenzer معروف بودند (یا مرزنشینان). آنها اکثراً کروات، صرب، آلمان، ولاخ و دیگر استعمارگران بودند. در ازای اعطای زمین، آزادی مذهبی و نرخ‌های مالیاتی مطلوب، آنها منطقه را مستعمره کردند و به عنوان سنگری برای سلطنت در برابر تهاجمات عثمانی عمل کردند. آلمانی‌ها در اواخر قرن هجدهم توسط مجارستان برای اسکان مجدد و توسعه دره رودخانه دانوب استخدام شدند و به سوابی‌های دانوبی معروف شدند. هنگ‌های نظامی تشکیل شده توسط شهرک نشینان دلیل خاصی برای ایستادن و مبارزه داشتند و با زمین و شرایط محلی آشنا بودند. آنها به زودی شهرت نظامی قابل توجهی به دست آوردند.

## زمینه

سیستم دفاعی ضد عثمانی پادشاه ماتیاس کوروینوس در سال ۱۵۰۰

جنگ‌های عثمانی در اروپا باعث مرز پادشاهی مجارستان شد - و متعاقباً سلطنت هابسبورگ - به سمت شمال غربی تغییر مکان دهد. بیشتر قلمرو قدیمی کرواسی یا به سرزمین عثمانی تبدیل شد یا با قلمرو عثمانی جدید هم مرز بود.
در سال ۱۴۳۵، در تلاش برای تقویت دفاع در برابر عثمانی‌ها و ونیز، پادشاه زیگیسمونت به اصطلاح tabor را تأسیس کرد. یک اردوگاه نظامی، هر کدام در کرواسی، اسلاونیا و اوسورا. در سال ۱۴۶۳ پادشاه ماتیاس کوروینوس بانوینای یاجچه و سربرنیک را تأسیس کرد و در سال ۱۴۶۹ کاپیتانی نظامی سنج را با الگوبرداری از فرماندهان عثمانی در استان بوسنی تأسیس کرد. هدف همه این اقدامات بهبود دفاع بود، اما در نهایت ناموفق بود. اما، آنها منجر به توسعه پیاده‌نظام پاندور و سواره نظام هوسر شدند.
ولاخ‌ها معروف به " مارتولوس " و " وینوک " خطرناک‌ترین عنصر نظامی در دوران عثمانی بودند، در حالی که ولاها و صرب‌هایی که در قرن پانزدهم از عثمانی گریختند، سنت نظامی مشابهی داشتند که هابسبورگ‌ها شروع به استفاده از آن در سمت مرز خود کردند. تعدادی از ولاخ‌ها از بوسنی به آنها ملحق شدند و بنابراین در زمان هابسبورگ‌ها سیستم خاصی از مالکیت زمین و سازمان نظامی ایجاد شد، یعنی مرز نظامی. این مرز نظامی منطقه‌ای بود که در آن لشکرکشی‌های جنگی بزرگ انجام می‌شد، اما بیشتر شامل درگیری‌های ابدی بین ولاخ‌های عثمانی و ولاخ‌های هابسبورگ بود.

## تاریخ

### قرن شانزدهم
پس از آنکه پارلمان کرواسی در سال ۱۵۲۶، هابسبورگ‌های اتریشی را به عنوان پادشاه کرواسی انتخاب کرد،  فردیناند اول به پارلمان کرواسی قول داد که به آنها ۲۰۰ سواره نظام و ۲۰۰ پیاده‌نظام بدهد و هزینه ۸۰۰ سواره نظام دیگر را نیز که توسط ارتش فرماندهی می‌شوند، پرداخت خواهد کرد. کروات‌ها به زودی سلطنت هابسبورگ کاپیتانی دیگری را در بیهاچ تأسیس کرد. در کوتاه‌مدت، همه اینها بی‌اثر بود، زیرا در سال ۱۵۲۹ عثمانی‌ها منطقه را درنوردیدند، بودا را تصرف کردند و وین را محاصره کردند و در سراسر مناطق مرزی کرواسی ویرانی به بار آوردند.
هدف هابسبورگ‌ها نگه داشتن نیروهای عثمانی در خاک مجارستان و کرواسی قبل از رسیدن به اتریش بود، اما برنامه دفاعی مشخصی نداشتند. در دهه ۱۵۳۰، نیروهای کمکی قابل توجهی تنها به مهم‌ترین قلعه‌های مرزی با امپراتوری عثمانی فرستاده شد.  در دهه ۱۵۴۰ و به دنبال لشکرکشی عثمانی در سال ۱۵۵۲، چندین کنفرانس برگزار شد که در آنها یک استراتژی دفاعی جدید اتخاذ شد. قرار بود مناطق دفاعی جداگانه در بخش‌هایی از مجارستان و کرواسی در اطراف قلعه‌های مرزی ایجاد شود. استان‌های اتریش و بوهمی موظف به کمک مالی به این سیستم جدید بودند که از دهه ۱۵۵۰ شروع شد.  در پایان دهه ۱۵۶۰، سیستم مرزی جدید شامل حدود ۱۰۰–۱۲۰ قلعه بود و از دریای آدریاتیک تا ترانسیلوانیا امتداد داشت. این در شش فرماندهی کاپیتان قلعه مرزی (Grenzgeneralat سازماندهی شد):
1. کاپیتان جنرالسی قلعه مرزی کرواسی و آدریاتیک (kroatische und Meergrenze، در ابتدا در Bihać و از ۱۵۷۹ در Karlovac ;
2. کاپیتان ژنرال اسلاوونی یا وندی (slawonische/windische Grenze مرکز آن در واراژدین، پس از ۱۵۷۸ که به عنوان ژنرال کاپیتان وندیش-باجساوار شناخته می‌شود.
3. کاپیتان ژنرال کانیزسا (kanischarische Grenze)، با مرکز در Kanizsa. تغییر نام کاپیتان جنرالسی در روبروی کانیزسا (gegenüber von Kanischa liegende Grenze) پس از از دست دادن کانیزسا در سال ۱۶۰۰;
4. کاپیتان گیور ژنرالسی (Raaber/raaberische Grenze حفاظت از وین؛
5. کاپیتان ژنرال در دفاع از شهرهای معدن (bergstädtische Grenze مرکز آن در Léva، و در Érsekújvár پس از ۱۵۸۹.
6. مجارستان بالا یا کاسا کاپیتان ژنرالسی (oberungarische Grenze)، با مرکز شهر کاسا. [۱۲]

علاوه بر این، چهار ژنرال کاپیتان منطقه (Kreisgeneralat). 
از دهه ۱۵۳۰، مهاجرت به مرزهای نظامی شامل تعداد زیادی از مارتولوها، استعمارگران نظامی ولاخ و سایر افراد نامنظم که بخشی از سیستم نظامی عثمانی بودند، عمدتاً مسیحی و برخی مسلمان بودند.
هزینه‌های نظامی جدید به یک نگرانی قابل توجه تبدیل شد و کنگره سرزمین‌های اتریش داخلی در بروک آن در مور در سال ۱۵۷۸ تعهدات هر سرزمین را در پوشش هزینه‌های نظامی و اولویت‌ها در بهبود استراتژی دفاعی را مشخص کرد. مشخص شد که دوک نشین اشتایر هزینه مرزهای اسلاونی و مجارستان و دوک نشین کارنیولا برای مرز کرواسی تأمین مالی خواهد کرد. دوک نشین کارینتیا منابع مالی خود را در اختیار اشتایریا و کارنیولا قرار داد تا پول را در جاهایی که لازم بود هدایت کنند.  در نیمه دوم قرن شانزدهم، حدود ۲۰۰۰۰ سرباز در قلعه‌های مرزی مجارستان و کرواسی مستقر بودند. 
در پایان قرن شانزدهم، ولاخ‌های اسلاوی شده، سایر ولاخ‌ها و صرب‌ها از قلمرو عثمانی به مرزهای نظامی و دالماسی گریختند. در همان زمان مرزهای نظامی کرواسی به عنوان Karlovac generalate شناخته شد و از دهه ۱۶۳۰ مرز نظامی اسلاونی علیا به عنوان generalat Varaždin شناخته شد. . در طول قرن‌های ۱۶ و ۱۷، اداره نظامی مرزی از ممنوعیت کرواسی و سابور (پارلمان) خارج شد و در عوض در فرماندهی عالی آرشیدوک چارلز و شورای جنگ در گراتس مستقر شد.

### قرن ۱۷
با وجود حمایت مالی اشراف اتریش داخلی، تأمین مالی مرز نظامی به اندازه کافی کارآمد نبود. رهبری نظامی در گراتس تصمیم گرفت راه حل‌هایی غیر از واحدهای مزدور را امتحان کند. در دهه ۱۶۳۰، دربار امپراتوری تصمیم گرفت که زمین و امتیازات خاصی را به مهاجران وارد مرز (چریک‌های یوسکوک و همچنین پناهندگان از سرزمین‌های تحت کنترل عثمانی) در منطقه زومبرک بدهد. در عوض آنها در ارتش امپراتوری خدمت می‌کردند. جمعیت محلی باقی مانده نیز با دریافت وضعیت دهقانان آزاد (به جای رعیت) و سایر امتیازات تشویق شدند که در آنجا باقی بمانند. این واحدهای جدید در هر کاپیتانی به ده یا چند وکالت سازماندهی شدند.
در سال ۱۶۲۷، مرز نظامی از کنترل سابور کرواسی خارج شد و تحت فرمان مستقیم ارتش هابسبورگ قرار گرفت. تا زمان لغو مرزهای نظامی، این کشور دارای اختیارات نظامی و غیرنظامی کامل بر آن خواهد بود. در نوامبر ۱۶۳۰، امپراتور فردیناند دوم به اصطلاح Statuta Valachorum ("قانون والاچ")، را اعلام کرد که وضعیت به اصطلاح مهاجران ولاچ (که شامل کروات‌ها، صرب‌ها و ولاچ‌ها) از امپراتوری عثمانی بودند را تنظیم می‌کرد. فرماندهی نظامی، تعهدات آنها و حقوق خود مدیریت داخلی. با گذشت زمان، جمعیت مرزی (همان‌طور که در آن زمان بود) بین کروات‌های خودمختار و رعیت کرواتی که از سرزمین‌های عثمانی گریخته بودند و اقلیت بی‌شمار صرب‌ها و ولاچ‌ها (که بعداً در کروات‌ها و صرب‌ها جذب شدند) در هم آمیخت. که برای گسترش حقوق خود به عنوان سهم عمده ای در دفاع از سرزمین تلاش کردند. با ایجاد کلاس نظامی جدید در مرز، قلمرو مرزی در نهایت به‌طور کامل از پارلمان کرواسی و ممنوعیت جدا شد. از آنجایی که آزادی ایمان به آنها اعطا شد، آنها با وجود زندگی در یک کشور کاتولیک، ایمان ارتدوکس خود را حفظ کردند. در نهایت، کل جمعیت مرد مرز نظامی به سربازان حرفه‌ای تبدیل شدند که در چندین جبهه و از طریق بسیاری از جنگ‌های اروپایی، حتی پس از کاهش تهدید عثمانی، به امپراتوری خدمت کردند.

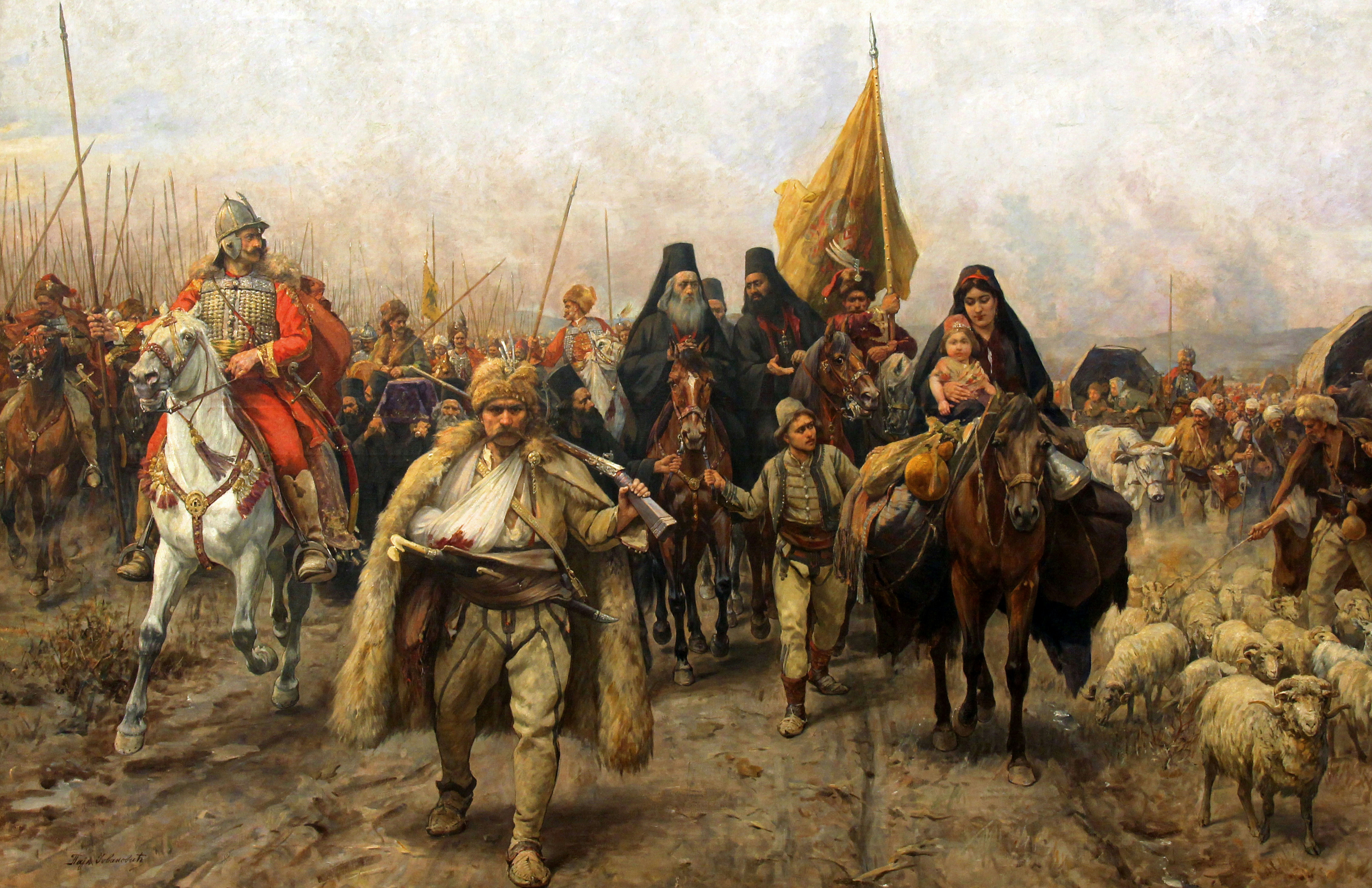
مهاجرت صربها (Seoba Srba)، اثر پایا یووانوویچ، پاتریارک صرب، آرسنیژه سوم چارنویویچ را به تصویر می‌کشد که توسط سربازان، گله‌های گوسفند و زنان با نوزادان احاطه شده‌است، و حدود ۳۶۰۰۰ خانواده را از محل اقامت خود در پچ، به جایی که در ۱۶۹۰ وویودینای کنونی است هدایت می‌کند. پس از شکست شورش صرب‌ها.

در طول قرن هفدهم، قلمرو مرزهای نظامی به سمت شرق گسترش یافت و بخش‌های جدیدی ایجاد شد. در آن زمان، از کرواسی در غرب تا شرق ترانسیلوانیا در شرق امتداد داشت و بخش‌هایی از کرواسی، صربستان، رومانی و مجارستان کنونی را شامل می‌شد. این منطقه عمدتاً با استعمارگران کرواتی، صربستانی و آلمانی (معروف به گرنزر و گرانیچاری) ساکن بود که در ازای کمک‌های زمینی، در واحدهای نظامی دفاع از امپراتوری در برابر عثمانی‌ها خدمت می‌کردند. اکثریت مهاجران صرب و برخی از نژادهای کروات، عمدتاً از بوسنی بودند.  مهاجرت بزرگی از صرب‌ها به سرزمین‌های هابسبورگ توسط پاتریارک Arsenije III Čarnojević انجام شد.  جامعه بزرگ صرب‌ها در بنات، در جنوب مجارستان و مرزهای نظامی، شامل بازرگانان و صنعتگران در شهرها، اما عمدتاً پناهندگانی که دهقان بودند، بودند. 
قرن هفدهم یک دوره نسبتاً صلح آمیز بود که در طی آن فقط حملات کوچکتری از استان بوسنی انجام شد. پس از عقب راندن ارتش عثمانی در نبرد وین در سال ۱۶۸۳، جنگ بزرگ ترکیه با بسیاری از سرزمین‌های کرواسی سابق تحت کنترل هابسبورگ پایان یافت. با وجود این، سیستم مرزی حفظ شد و به سرزمین‌های عثمانی سابق در لیکا، کوردون، بانیا، اسلاونی پایین، سیرمیا، باچکا، بانات، پوموریشجه و ترانسیلوانیا گسترش یافت. امپراتوری هابسبورگ به توانایی کنترل مرکزی منطقه و پیش نویسی واحدهای ارتش ارزان و متعدد اهمیت می‌داد.
پس از معاهده کارلوویتز در سال ۱۶۹۹، نیروهای سرسانر با وظایف نظامی و پلیسی تأسیس شدند. آنها پرداخت نشدند، اما از مالیات معاف شدند. در طول قرن بعد، هر هنگ دارای یک بخش از سرسانرها بود که گشت‌های مرزی را به سمت بوسنی سازماندهی می‌کردند، به‌ویژه در زمین‌های صعب العبور، و هجوم راهزنان را متوقف می‌کردند.
مسیحیان ارتدکس که از امپراتوری عثمانی در مرزهای نظامی مستقر شده‌اند در منابع به‌عنوان «والاچی‌های انشعاب‌کننده» و ولاخ‌ها یا اوسکوک‌ها نامیده می‌شوند، نام‌های دیگری که ذکر شده عبارتند از: Valachi seu Rasciani, Valachi seu Serviani, Valachi seu Graeci, Vlachs یا Moralach. , "Illirica gens graeci ritus" و "homines Ritus Ruthenici seu Graeci". در طول هفدهم و نیمه اول قرن هجدهم، بومیان کاتولیک و کاتولیک‌هایی که از بوسنی و پادشاهی کرواسی مهاجرت کردند نیز به ارتدکس گرویدند. در اکثر اسناد آمده‌است که ولاش‌ها «از ترکیه» یا «از بوسنی» می‌آیند، یعنی آیالت بوسنی.

### قرن ۱۸
هنگامی که در سال‌های ۱۶۹۹ و ۱۷۱۸ سرزمین‌های کرواسی و مجارستان، که قبلاً توسط عثمانی‌ها اشغال شده بود، بازگشتند، اکثریت قریب به اتفاق آن منطقه به مرز نظامی تبدیل شد. در سراسر منطقه این مرز، اقوام مختلفی از جمله کروات‌ها، صرب‌ها، آلبانیایی‌ها و دیگران ساکن بودند که همگی آنها را ولاخ می‌نامیدند. از ۱۷۱۸ تا ۱۷۳۹ مرزهای نظامی شامل بخش‌های شمالی بوسنی و هرزگوین امروزی تحت کنترل هابسبورگ نیز می‌شد. در اواسط قرن ۱۸، مرز یک بار دیگر سازماندهی شد و از ارتش امپراتوری و هنگ‌های منظم آن الگوبرداری شد. در سال ۱۷۳۷ اساسنامه ولاچ به‌طور رسمی لغو شد. همه کاپیتانی‌ها و فرماندهی‌های قبلی کنار گذاشته شدند و در عوض این منطقه به فرماندهی عمومی، هنگ و گروهان تقسیم شد:
| - Varaždin general command - Križevci regiment - Đurđevac regiment | - Karlovac general command - Lika regiment - Otočac regiment - Ogulin regiment - Slunj regiment | - Zagreb general command - Glina regiment - Petrinja regiment | - Slavonia general command - Gradiška regiment - Brod regiment - Petrovaradin regiment | - Banat general command - Serb (Illyrian) section - German section - Romanian (Vlach) section |

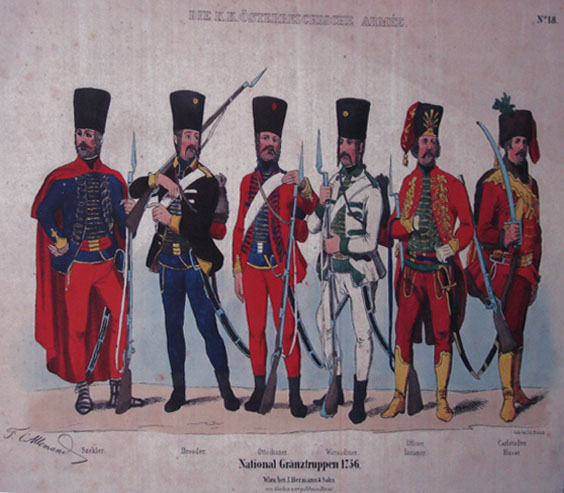
نیروهای مرزی مختلف، ۱۷۵۶

پس از سال ۱۷۶۷، هر دوازدهمین ساکن مرزهای نظامی یک سرباز بود - در مقایسه با هر ۶۲ نفر ساکن در بقیه سلطنت هابسبورگ. سربازان مرزی تبدیل به یک ارتش حرفه ای شدند و آماده حرکت به تمام میدان‌های نبرد اروپایی بودند. به دلیل مهاجرت بیشتر پناهندگان از قلمرو عثمانی، و به دلیل گسترش قلمرو به مکان‌هایی که قبلاً تحت کنترل عثمانی‌ها بود، جمعیت سرحد بیش از پیش مختلط شد. هنوز بسیاری از صرب‌ها و کروات‌های خودمختار در اسلاونی و در بخش‌هایی از ویوودینا کنونی (در سیرمیا، باچکا و بانات) وجود داشتند. با این حال، در این زمان تعداد آنها از پناهندگان/مهاجران صرب، کروات و ولاخ بیشتر شد. برخی از آلمانی‌ها، لهستانی‌ها، مجاری‌ها و اسلواکی‌ها نیز عمدتاً به عنوان پرسنل اداری به مرز آمدند، و تعدادی دیگر از مهاجران و پرسنل نظامی از سایر نقاط امپراتوری هابسبورگ - چک، لهستانی، اسلواکی، اوکراینی، روسین و دیگران وارد شدند.
در سال ۱۷۸۳ مرزهای کرواسی و اسلاونی تحت کنترل یکپارچه فرماندهی کل کرواسی واقع در زاگرب قرار گرفت. 
سپاه آزاد صرب متشکل از ۵۰۰۰ سرباز در بنات تشکیل شده بود که متشکل از پناهندگانی بود که از درگیری‌های قبلی در امپراتوری عثمانی گریخته بودند. سپاه برای آزادی صربستان و برای اتحاد تحت حاکمیت هابسبورگ مبارزه خواهد کرد. چندین فریکورپ در امتداد مرز هابسبورگ و عثمانی فعالیت می‌کردند. اتریشی‌ها در دو تلاش ناموفق برای تصرف بلگراد، در اواخر ۱۷۸۷ و در اوایل ۱۷۸۸، از سپاه استفاده کردند.
صربستان متعاقباً آزاد شد و تحت الحمایه هابسبورگ سازماندهی شد. در ۱۷۸۹ اکتبر ۸ ارنست گیدئون فون لادون بلگراد را در دست گرفت. نیروهای اتریشی صربستان را اشغال کردند و بسیاری از صرب‌ها در سپاه آزاد هابسبورگ جنگیدند و مهارت‌های سازمانی و نظامی به دست آوردند. با این حال، در سال ۱۷۹۱، اتریشی‌ها مجبور شدند از رودخانه‌های دانوب و ساوا عقب‌نشینی کنند و هزاران خانواده صرب که از آزار و اذیت عثمانی می‌ترسیدند، به آنها پیوستند. معاهده سیستوا (۱۷۹۱) به جنگ اتریش و ترکیه در سال ۱۷۸۷ پایان داد.
در سال ۱۷۸۷، اداره مدنی از ارتش جدا شد، اما این امر در سال ۱۸۰۰ برعکس شد.

### قرن ۱۹
در پایان قرن هجدهم مدتی آشکار شده بود که عثمانی‌ها رو به زوال بودند و احتمال نمی‌رفت که برای تهاجم بیشتر به شمال رود ساوا اقدام کنند؛ بنابراین مرز نظامی شروع به عمر مفید خود کرد. در سال ۱۸۴۸، یوسیپ یلاچیچ، بان کرواسی، فرمانده مرز نظامی شد. او برای اتحاد کرواسی، اسلاوونی، دالماسی و مرز کرواسی-اسلاونیا فشار آورد. اگرچه او قدرت لغو آن را نداشت، اما مجوز اصلاحات را به دست آورد و در سال ۱۸۴۸ مرزهای نظامی نمایندگانی را به سابور کرواسی فرستاد، اما در دهه ۱۸۵۰ لغو شد. از سال ۱۸۵۰ مرز، کرواسی و اسلاوونی به‌طور رسمی یک سرزمین واحد را تشکیل دادند، اما با اداره و نمایندگی جداگانه.  فرماندهی اصلی مقر خود را در زاگرب داشت، اما مستقیماً تابع وزارت جنگ در وین بود.

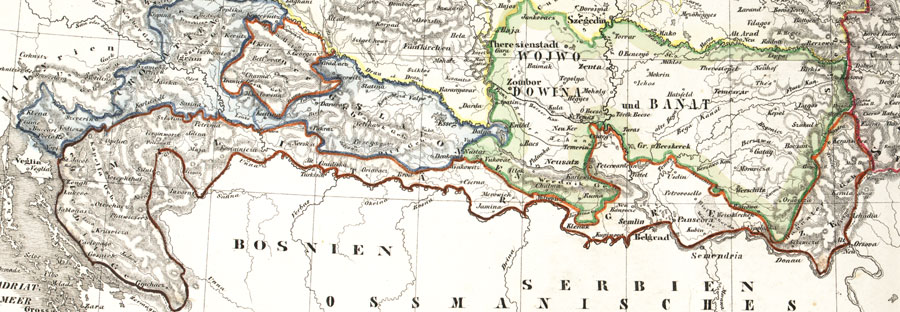
نقشه مرزهای نظامی در اواسط قرن نوزدهم (با یک طرح کلی قرمز مشخص شده‌است)

پارلمان کرواسی درخواست‌های متعددی برای غیرنظامی کردن مرز پس از فروکش کردن جنگ‌های ترکیه ارائه کرد. غیرنظامی شدن در سال ۱۸۶۹ آغاز شد و در ۸ اوت ۱۸۷۳، در زمان فرانتس جوزف، مرز Banat لغو شد و به پادشاهی مجارستان پیوست، در حالی که بخشی از مرز کرواسی (هنگ‌های کریژوچی و جورجواچ) قبلاً در کرواسی-اسلاونیا گنجانده شده بود. ۱۸۷۱. فرمانی که در آن بقیه مرزهای کرواسی و اسلاوونی به کرواسی-اسلاونیا ادغام شدند در ۱۵ ژوئیه ۱۸۸۱ اعلام شد، در حالی که الحاق در ۱ اوت ۱۸۸۱ آغاز شد، زمانی که بان کرواسی لادیسلاو پژاچویچ از فرماندهی عمومی زاگرب به دست گرفت. 

## مدیریت

### بخش‌ها
در قرن ۱۸ و ۱۹، مرز به چند ناحیه تقسیم شد:
| بخش                    | دوره زمانی | یادداشت |
| ---------------------- | ---------- | --- |
| مرز نظامی دانوب        | ۱۷۰۲–۱۷۵۱  | شامل بخش‌هایی از جنوب باچکا (از جمله پالانکا، پتروواک، پترووارادینسکی شاناک، تیتل، و غیره) و شمال سیرمیا (از جمله پترووارادین، شید و غیره) است). پس از لغو این بخش از مرز، بخشی از قلمرو آن تحت مدیریت مدنی قرار گرفت و بخشی دیگر به بخش‌های دیگر مرز ملحق شد.                                                                    |
| مرز نظامی تیسا         | ۱۷۰۲–۱۷۵۱  | شامل بخش‌هایی از شمال شرقی باکا (شامل Sombor، Subotica، Kanjiža، Senta، Bečej، و غیره).). پس از لغو این بخش از مرز، بیشتر قلمرو آن تحت مدیریت مدنی قرار گرفت، در حالی که یک منطقه کوچک در جنوب تحت مدیریت نظامی به عنوان بخشی از گردان شاجکاش باقی ماند.                                                                         |
| مرز نظامی مورش         | ۱۷۰۲–۱۷۵۱  | این مرز شامل منطقه Pomorišje، منطقه ای در ساحل شمالی رودخانه Mureş بود. پس از لغو این بخش، تمام قلمرو آن تحت مدیریت مدنی قرار گرفت. |
| مرز نظامی ساوا         | ۱۷۰۲–۱۷۵۱  | در کنار رودخانه ساوا قرار داشت. |
| مرز نظامی بنات         | ۱۷۵۱–۱۸۷۳  | در مرز کنونی صربستان و رومانی قرار داشت. به بخش‌های صربی (ایلیری)، آلمانی (فولکسدویچر) و رومانیایی (ولاچی) تقسیم می‌شد. |
| مرز نظامی اسلاونی      | ۱۷۴۵–۱۸۸۱  | این شهر در امتداد پوساوینا، از شرق کرواسی، به دنبال رودخانه ساوا، در امتداد مرز بوسنی و هرزگوین و صربستان قرار داشت و تا سیرمیا امتداد داشت، تا زمانی که به دانوب در نزدیکی زمون (امروزه بخشی از بلگراد) وارد شد. مرز شمال شرقی آن از رود دانوب تا پترووارادین پیروی می‌کرد.                                                     |
| مرز نظامی کرواسی       | ۱۵۵۳–۱۸۸۱  | در مرز کرواسی و بوسنی قرار داشت. این بخش از مرز نظامی شامل مناطق جغرافیایی لیکا، کوردون، بانووینا (به نام "بانسکا کراجینا") بود و از غرب با دریای آدریاتیک، از جنوب با جمهوری ونیزی، از غرب با کرواسی هابسبورگ و امپراتوری عثمانی همسایه بود. به سمت شرق تا مرز نظامی اسلاونی در نزدیکی تلاقی رودخانه‌های Una و Sava گسترش یافت. |
| گردان شاجکاش           | ۱۷۶۳–۱۸۷۳  | این بخش کوچکی از مرز بود که در سال ۱۷۶۳ از بخش‌هایی از بخش‌های دانوب و تیسا که قبلاً لغو شده بود، تشکیل شد. در سال ۱۸۵۲، گردان Šajkaš به گردان پیاده‌نظام Titel تبدیل شد. در سال ۱۸۷۳ لغو شد و قلمرو آن به شهرستان باکا-بودروگ پیوست.                                                                                               |
| مرز نظامی ترانسیلوانیا | ۱۷۶۲–۱۸۵۱  | در بخش‌های شرقی و جنوبی ترانسیلوانیا قرار داشت. از دو هنگ Székely و دو هنگ رومانیایی تشکیل شده بود. پس از ایجاد مرز، کشتار مادفالوا یا سیکولیسیدیوم صورت گرفت. |

### نقشه‌ها

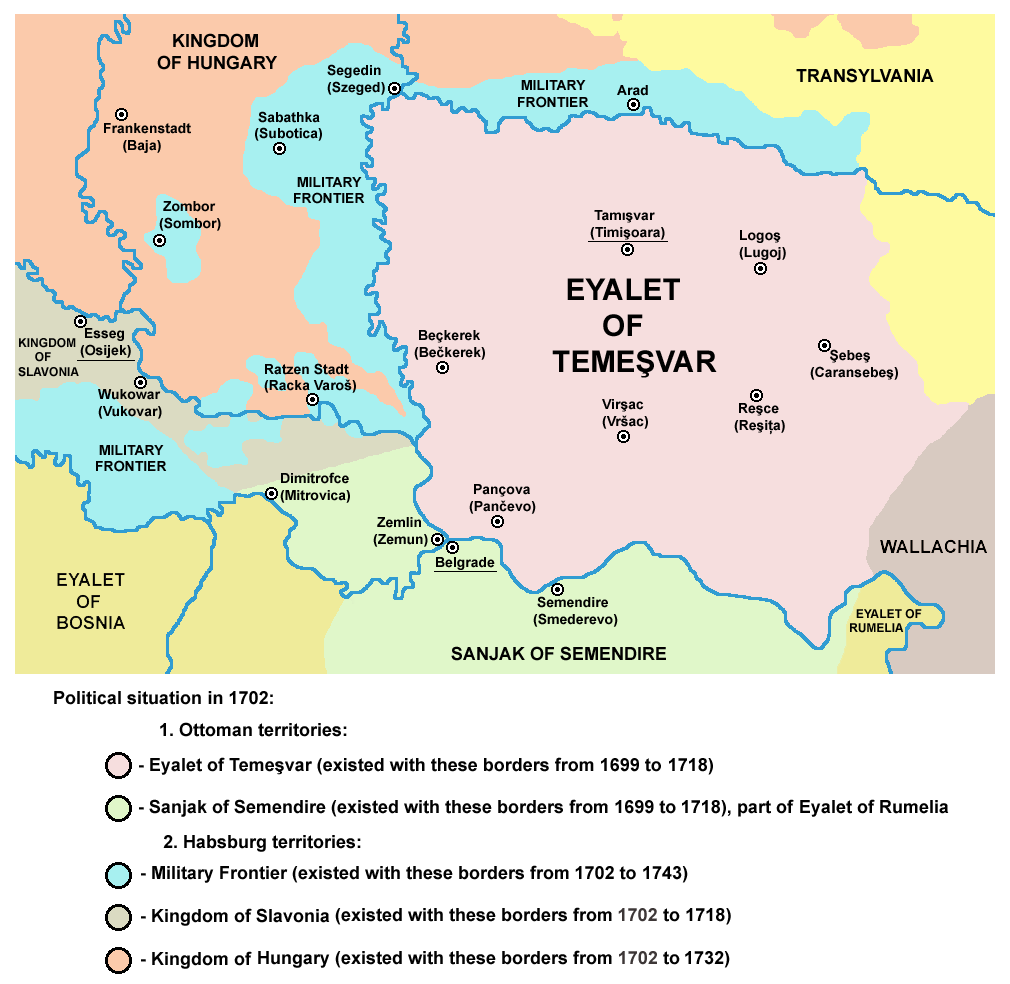
نقشه بخش‌های مرزی نظامی در سیرمیا، باچکا و پوموریشجه در سال‌های ۱۶۹۹-۱۷۱۸
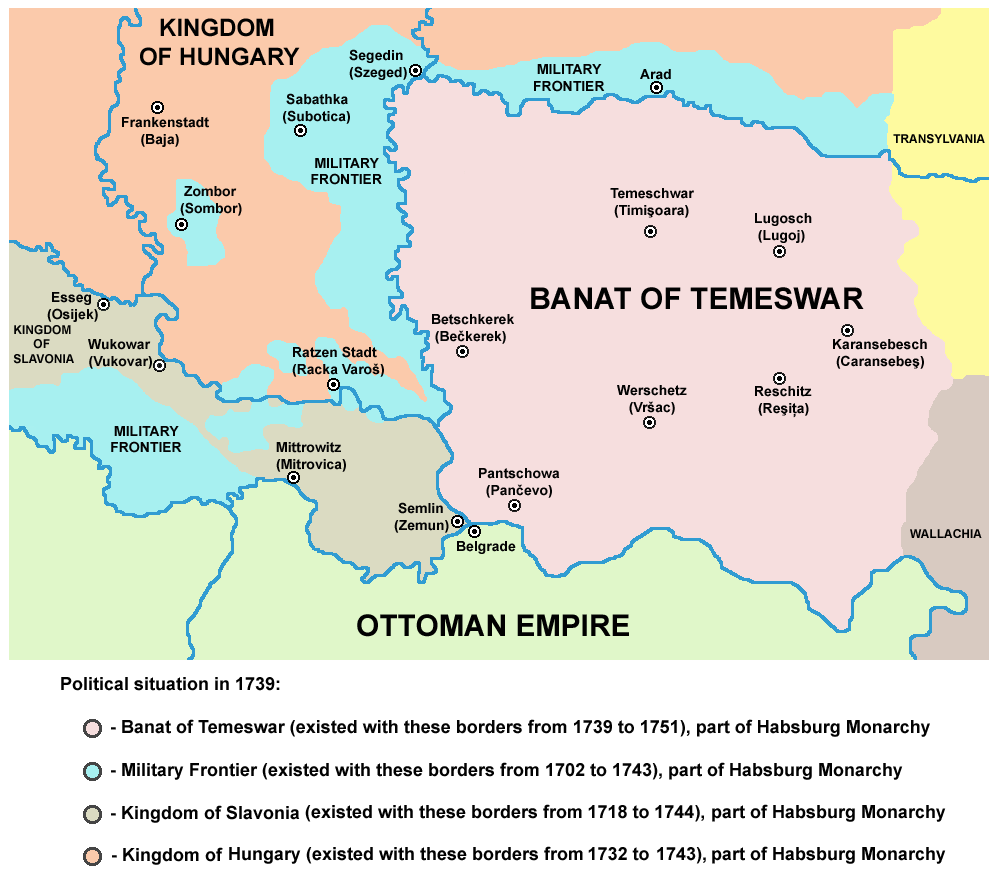
نقشه بخش‌های مرزی نظامی در سیرمیا، باچکا و پوموریشجه در سال‌های ۱۷۱۸-۱۷۴۴
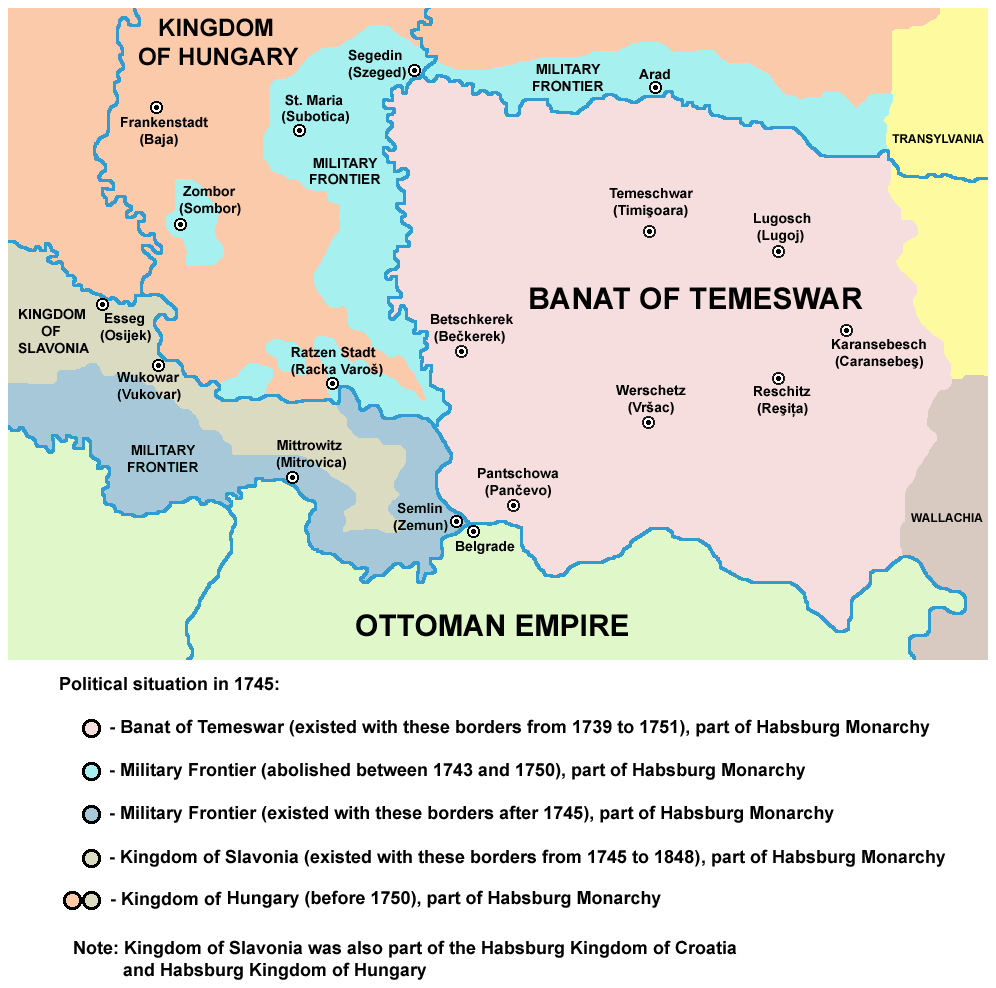
نقشه بخش‌های مرزی نظامی در سیرمیا، باچکا و پوموریشجه در سال‌های ۱۷۴۴-۱۷۵۰
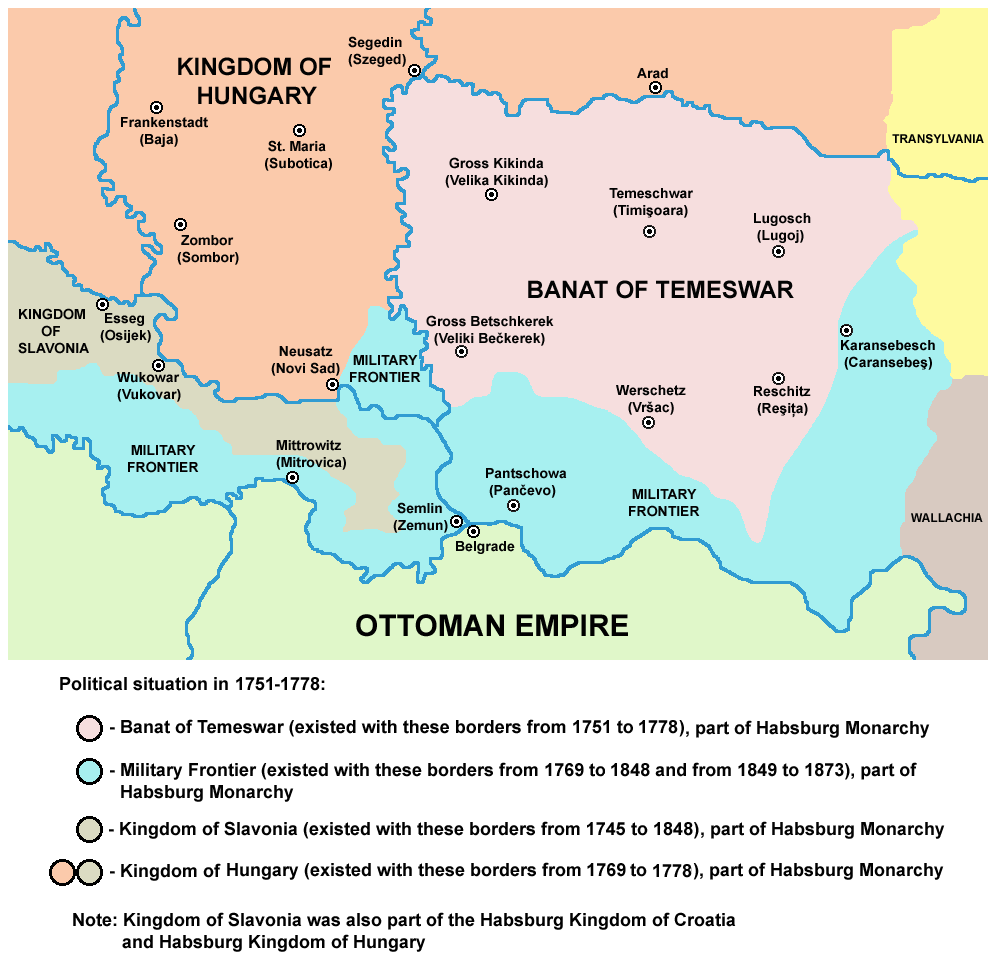
نقشه بخش‌های مرزی نظامی در سیرمیا، باچکا و بنات در سال‌های ۱۷۵۱-۱۸۷۳
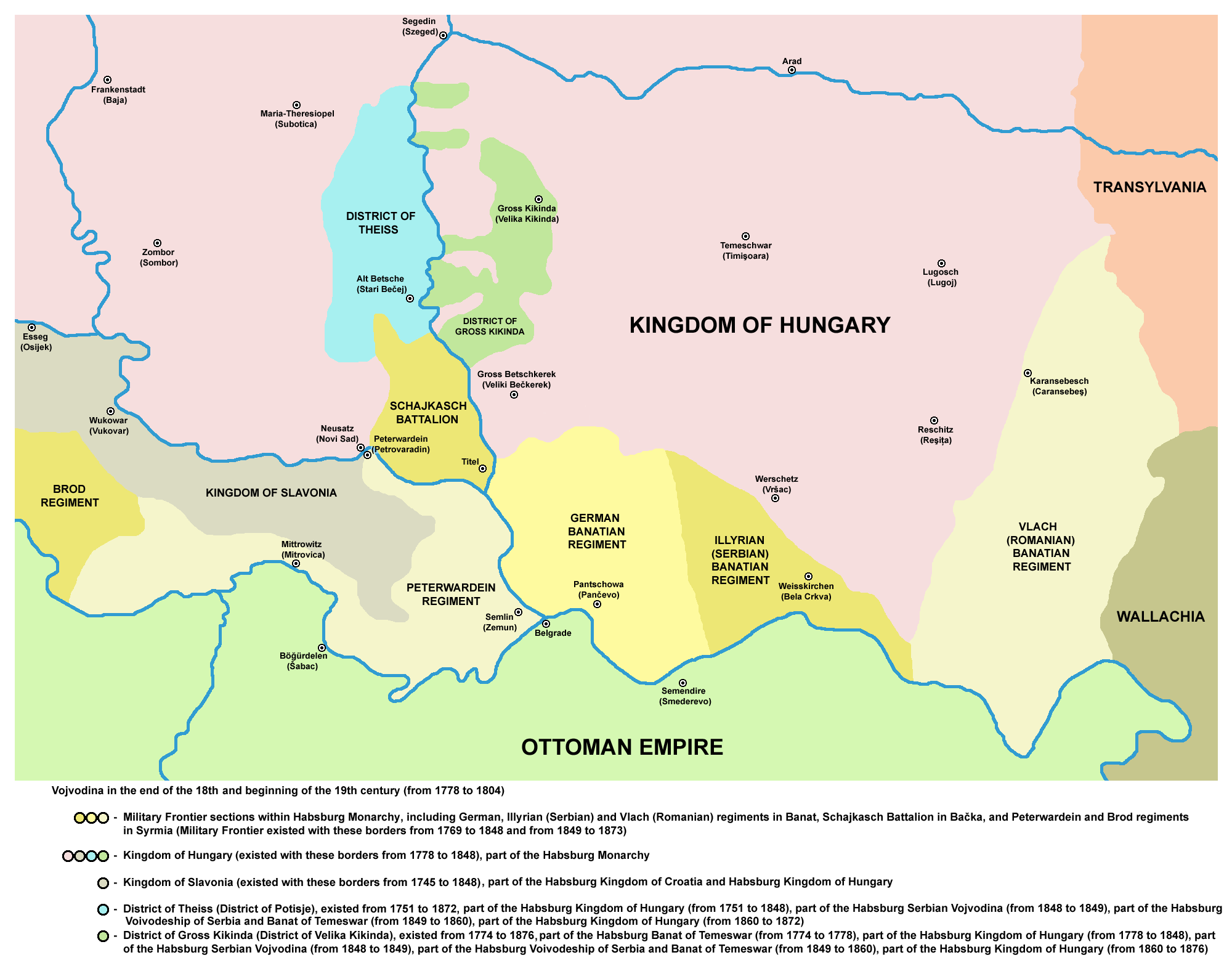
نقشه بخش‌های مرزی نظامی در بنات، سیرمیا و باچکا (قرن ۱۸-۱۹)
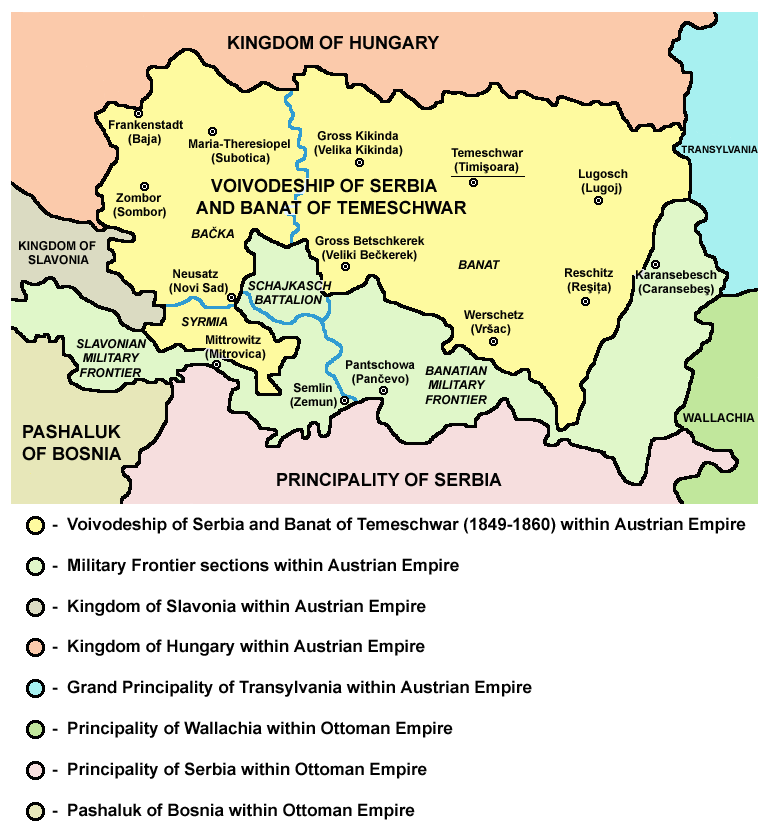
نقشه بخش‌های مرزی نظامی در بنات، سیرمیا و باچکا در سال ۱۸۴۹ - مرز نظامی باناتیان و اسلاونی و گردان شایکاش
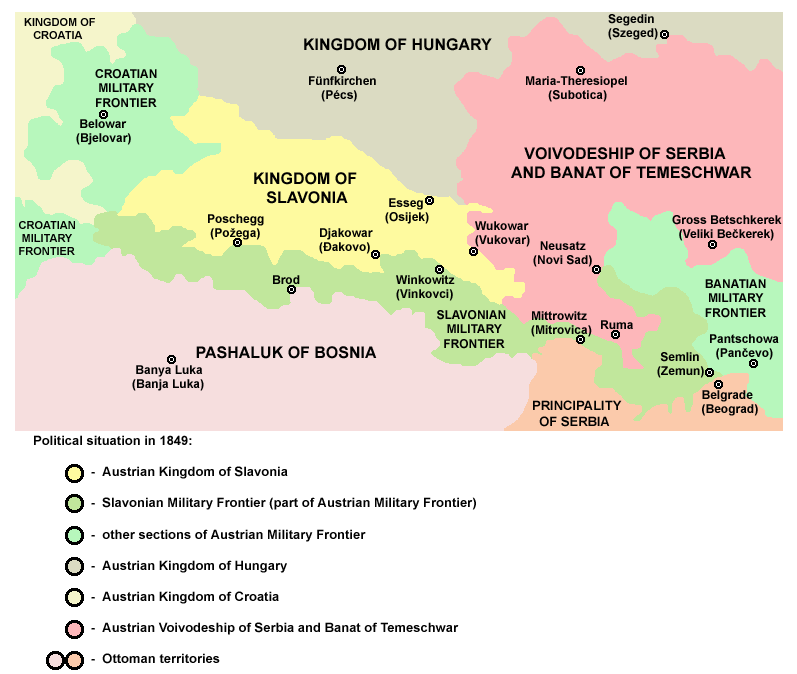
نقشه مرز نظامی اسلاونی در سال ۱۸۴۹
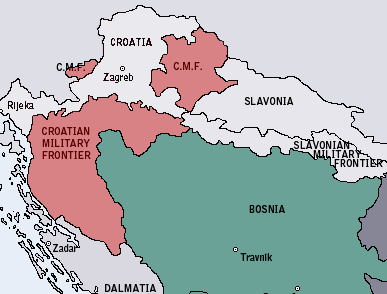
نقشه مرزهای نظامی کرواسی در سال ۱۸۶۸

## جمعیت‌شناسی

### ۱۸۲۸
در سال ۱۸۲۸ جمعیت شامل:
- ۵۴۳٬۱۵۴ (۵۰٫۶۰٪) ارتدوکس شرقی
- ۴۳۴۳۴۴ (۴۰٫۴۶٪) کاتولیک رومی
- ۵۳۰۷۳ (۴٫۹۵٪) کاتولیک یونانی
- ۴۲۶۵۹ (۳٫۹۸٪) پروتستان
- ۴۵۰ (۰٫۰۵٪) یهودی

### ۱۸۴۶
یک سالنامه آماری اتریشی برای سال ۱۸۴۶ اشاره می‌کند که ۱٬۲۲۶٬۴۰۸ ساکن در مرزهای نظامی زندگی می‌کردند:
- ۵۹۸۶۰۳ (۴۸٫۸۲٪) ارتدوکس شرقی
- ۵۱۴۵۴۵ (۴۱٫۹۶٪) کاتولیک رومی
- ۶۲۷۴۳ (۵٫۱۲٪) کاتولیک یونانی
- ۴۹۹۸۰ (۴٫۰۸٪) پروتستان
- ۵۳۷ (۰٫۰۵٪) یهودی

### ۱۸۵۷
اولین سرشماری مدرن جمعیت در امپراتوری اتریش در سال ۱۸۵۷ انجام شد و مذهب جمعیت را ثبت کرد. جمعیت مرز نظامی ۱٬۰۶۲٬۰۷۲ نفر بود،  در حالی که ساختار مذهبی مرز نظامی عبارت بود از:
- ۵۸۷۲۶۹ (۵۵٫۳۰٪) ارتدوکس شرقی
- ۴۴۸۷۰۳ (۴۲٫۲۶٪) کاتولیک رومی
- ۲۰۱۳۹ (۱٫۹۱٪) پروتستان
- ۵۵۳۳ (۰٫۵۳٪) کاتولیک یونانی
- ۴۰۴ (۰٫۰۵٪) یهودی

داده‌های جمعیت بر اساس تقسیم‌بندی:
مرز نظامی کرواسی-اسلاونی (مجموع 675817) 
- ۳۹۶۸۴۳ (۵۸٫۷۲٪) کاتولیک رومی
- ۲۷۲۷۵۵ (۴۰٫۳۶٪) ارتدوکس شرقی
- ۵۴۸۶ (۰٫۸۱٪) کاتولیک یونانی
- ۷۳۳ (۰٫۱۱٪) دیگران

مرز نظامی بنات (مجموع 386255) 
- ۳۱۴۵۱۴ (۸۱٫۴۳٪) ارتدوکس شرقی
- ۵۱۸۶۰ (۱۳٫۴۳٪) کاتولیک رومی
- ۱۹۴۱۸ (۵٫۰۳٪) بشارت دهنده
- ۳۹۳ (۰٫۱٪) یهودی
- ۷۰ (۰٫۰۱٪) دیگران

## میراث
در دوره ای که سرزمین صربستان عمدتاً تحت سلطه عثمانی‌ها بود، بسیاری از صرب‌ها به شمال به سمت مناطق جنوبی مجارستان مهاجرت کردند. امپراتور لئوپولد اول به منظور جذب صرب‌ها به مجارستان، فرمان داد که به آنها اجازه داده شود حاکم خود یا وویودا را که نام وویودینا از آن گرفته شده‌است، انتخاب کنند. در سال ۱۶۹۰، حدود ۳۰٬۰۰۰ تا ۷۰٬۰۰۰ صرب در شرق اسلاونی، باچا و بانات در جایی که به مهاجرت‌های بزرگ صرب‌ها معروف شد، ساکن شدند. بعدها هابسبورگ‌ها به صرب‌ها اجازه انتخاب وجوودای خود را ندادند. آنها این منطقه را در مرزهای نظامی اسلاونی شرقی و بنات ادغام کردند. با این حال، حضور قوی صرب‌ها در منطقه باعث شد که وویودینا به عنوان مهد رنسانس صربستان در قرن نوزدهم خدمت کند.
از اکتبر ۱۹۹۰، هشت ماه قبل از اعلام استقلال کرواسی (۲۵ ژوئن ۱۹۹۱) از یوگسلاوی، صرب‌هایی که در منطقه مرزهای نظامی سابق (Vojna Krajina) زندگی می‌کردند شورشی را آغاز کردند و نام (Krajina) را برای جمهوری به رسمیت شناخته نشده خود انتخاب کردند. کراینا صربستان قلمرو اشغالی تقریباً مشابه قلمرو مرزهای نظامی بود،  با این حال برخی از سرزمین‌هایی که هرگز بخشی از مرزهای نظامی سابق نبودند، مانند شمال دالماسی با شهر کنین را نیز شامل می‌شد. سایر مناطقی که مرز نظامی را تشکیل می‌دادند تحت کنترل جمهوری کرواسی باقی ماندند. نیروهای کرواسی پس از عملیات طوفان در سال ۱۹۹۵ کنترل مناطق تحت اشغال صرب‌ها را به دست گرفتند (برای اطلاعات بیشتر به جنگ استقلال کرواسی مراجعه کنید).

## کتابشناسی - فهرست کتب
- Bataković, Dušan T., ed. (2005). Histoire du peuple serbe [History of the Serbian People] (به فرانسوی). Lausanne: L'Age d'Homme. ISBN 9782825119587.
- Ćirković, Sima (2004). The Serbs. Malden: Blackwell Publishing. ISBN 978-1-4051-4291-5.
- Fodor, Pál; Dávid, Géza, eds. (2000). Ottomans, Hungarians, and Habsburgs in Central Europe: The Military Confines in the Era of Ottoman Conquest. BRILL. ISBN 9004119078.
- Dragutin Pavličević (1984). Vojna krajina: povijesni pregled, historiografija, rasprave. Sveučilišna naklada Liber.
- Walter Berger: Baut dem Reich einen Wall. Das Buch vom Entstehen der Militärgrenze wider die Türken. Leopold Stocker Verlag, 1979 شابک ‎۳−۷۰۲۰−۰۳۴۲−۸
- Jakob Amstadt: Die k.k. Militaergrenze 1522 – 1881 (mit einer Gesamtbibliographie). Dissertation, University of Würzburg, 1969
- Heeresgeschichtliches Museum (Hrsg.): Die k. k. Militärgrenze (Beiträge zu ihrer Geschichte). ÖBV, 1973 (Schriften des Heeresgeschichtlichen Museums, 6) شابک ‎۳−۲۱۵−۷۳۳۰۲−۱
- Mirko Valentić: Vojna krajina i pitanje njezina sjedinjenja s Hrvatskom 1849–1881, CHP, 1981, Zagreb
- Alexander Buczynski: Gradovi Vojne krajine 1–2, HIP, 1997, Zagreb
- Milan Kruhek: Krajiške utvrde Hrvatskog kraljevstva, HIP, 1995, Zagreb
- Drago Roksandić: Vojna Hrvatska (1809. -1813.), 1–2, ŠK, 1988, Zagreb
- Drago Roksandić: Etnos, konfesija, tolerancija, SKD Prosvjeta, 2004, Zagreb
- Potiska i pomoriška vojna granica (1702–1751), Muzej Vojvodine, Novi Sad, 2003.